# Rio Grande (film)
Rio Grande är en amerikansk westernfilm från 1950, regisserad av John Ford. Filmen är baserad på novellen Mission With No Record av James Warner Bellah som publicerades i The Saturday Evening Post den 27 september 1947.

## Handling
En kort tid efter amerikanska inbördeskriget återvänder en grupp amerikanskt kavalleri efter strider mot apacher till ett fort vid floden Rio Grande nära den mexikanska gränsen. De leds av överstelöjtnant Yorke som vid återkomsten får veta att hans son Jeff fått sluta vid West Point efter att ha misslyckats med matematiken. Strax därefter håller Yorke ett tal inför en grupp nya rekryter och upptäcker att sonen är bland dem. Då han inte vill att andra ska tro att han favoriserar sonen behandlar Yorke honom hårdare än de andra. Senare dyker även Yorkes fru Kathleen upp för att ta med sonen hem, de blir dock osams om huruvida sonen skall stanna eller ej. De kommer till slut överens om att låta honom själv bestämma och han väljer att stanna kvar.
Yorkes befälhavare Philip Sheridan kommer på besök till fortet och har beslutat att ge Yorke order att följa efter apacherna över Rio Grande in i Mexiko. Då detta kan uppfattas som en krigshandling mot Mexiko kommer Yorke att riskera krigsrätt om uppdraget går fel, han väljer därför att bara ta med sig veteraner som stred med honom under inbördeskriget.

## Medverkande
| John Wayne        | – Lieutenant Colonel Kirby Yorke  |
| Maureen O'Hara    | – Mrs. Kathleen Yorke             |
| Ben Johnson       | – Trooper Travis Tyree            |
| Claude Jarman Jr. | – Trooper Jefferson "Jeff" Yorke  |
| Harry Carey Jr.   | – Trooper Daniel "Sandy" Boone    |
| Chill Wills       | – doktor Wilkins, regementsläkare |
| J. Carrol Naish   | – General Philip Sheridan         |
| Victor McLaglen   | – Sergeant Major Tim Quincannon   |
| Grant Withers     | – vicesheriff                     |
| Peter Ortiz       | – Captain St. Jacques             |
| Steve Pendleton   | – Captain Prescott                |
| Karolyn Grimes    | – Margaret Mary                   |
| Alberto Morin     | – Lieutenant                      |
| Stan Jones        | – Sergeant                        |
| Fred Kennedy      | – Trooper Heinze                  |

## Om filmen

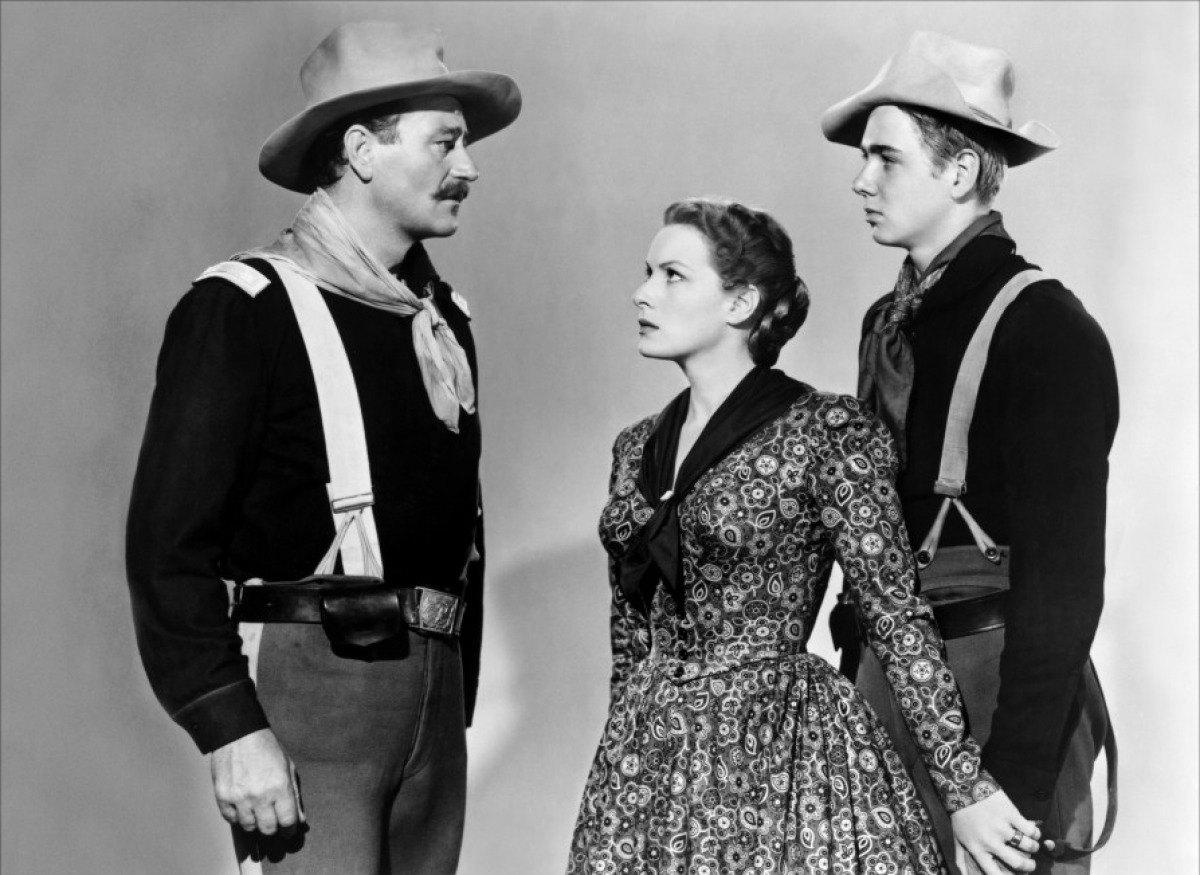
John Wayne, Maureen O'Hara och Claude Jarman jr. på en stillbild från filmen

Rio Grande är den sista filmen i John Fords "Kavalleritrilogi", de två första var Indianöverfallet vid Fort Apache (1948) och Larm över prärien (1949). Filmen hade arbetsnamnen Rio Bravo och Rio Grande Command.
Rio Grande var John Fords första film för Republic Pictures, enligt moderna källor gjordes den som en del av ett avtal för att säkra finansieringen för Hans vilda fru. Herbert Yates skulle ha gått med på att finansiera filmen om samma regissör, producent och skådespelare först gjorde en western för att tjäna in pengarna han trodde sig komma att förlora på den.
Filmen spelades in i Monument Valley, Moab och Mexican Hat i Utah.